# Diphyus pedatus
Diphyus pedatus är en stekelart som först beskrevs av Berthoumieu 1895.  Diphyus pedatus ingår i släktet Diphyus och familjen brokparasitsteklar. Inga underarter finns listade i Catalogue of Life.